# Santa Maria delle Lauretane
Santa Maria delle Lauretane, även benämnd Santa Maria di Loreto,  var en kyrkobyggnad i Rom, helgad åt Jungfru Maria. Kyrkan var belägen i rione Monti, vid Via di San Giovanni in Laterano 33. Kyrkan innehades av en kommunitet av nunnor, vilka särskilt vördade Vår Fru av Loreto och gick under namnet Lauretane.

## Kyrkans historia
I mitten av 1600-talet lät karmelitmunken Angelo Paolo uppföra en kyrka åt Jungfru Maria på platsen. I anslutning till kyrkan förestod nunnor ett kloster som tog emot fattiga och föräldralösa flickor. Med tiden växte kommuniteten och 1715 gav påve Clemens XI arkitekten Giuseppe Sardi i uppdrag att bygga om klostret och kyrkan. År 1739 stod kyrkan klar. Den hade en elliptisk grundplan, en korabsid och sidoaltaren. Högaltaret hade en framställning av Vår Fru av Loreto.
Hela komplexet med kloster och kyrka exproprierades 1870 av den italienska staten och inkorporerades i den nya byggnaden för Esattoria Comunale di Roma, Roms kommunala skattekontor. Av kyrkan återstår endast fasaden med sina joniska halvkolonner och pilastrar. Fasadens rundbågefönster kröns av ett bevingat kerubhuvud.

## Bilder

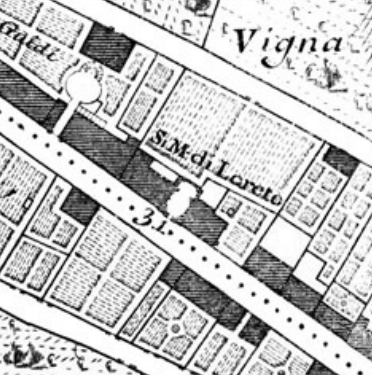
Santa Maria delle Lauretane (nummer 31) på Giovanni Battista Nollis Rom-karta från 1748.